# Róbert Kafka
Róbert Kafka (* 2. dubna 1962, Bratislava) je bývalý československý fotbalista, útočník a ofenzivní záložník.

## Fotbalová kariéra
V mládežnických kategoriích hrál za TJ Družstevník Láb a Slovan Bratislava. Přes TJ Spoje Bratislava se dostal v roce 1983 do tehdy druholigové Zbrojovky Brno. Na vojně hrál za RH Cheb. Po vojně se vrátil do Zbrojovky Brno, v letech 1990–1992 působil ve druholigovém francouzském týmu FC Bourges a po návratu se vrátil do Brno. Ligu hrál i za Petru Drnovice a FC Karviná. Kariéru končil v nižších soutěžích v Rakousku, na Slovensku a v Brně-Líšni. V lize má bilanci 236 utkání a 49 gólů. Jednou nastoupil reprezentační B-tým. V sezóně 1989–1990 byl druhý nejlepší střelec ligy. Po skončení aktivní kariéry působí jako trenér.

## Ligová bilance
| Ročník                                   | Zápasy | Góly | Klub              |
| ---------------------------------------- | ------ | ---- | ----------------- |
| 1. československá fotbalová liga 1986/87 | 10     | 0    | RH Cheb           |
| 1. československá fotbalová liga 1987/88 | 30     | 8    | RH Cheb           |
| 1. československá fotbalová liga 1988/89 | 15     | 5    | RH Cheb           |
| 1. československá fotbalová liga 1989/90 | 30     | 18   | Zbrojovka Brno    |
| 1. československá fotbalová liga 1992/93 | 11     | 1    | FC Boby Brno      |
| 1. česká fotbalová liga 1993/94          | 26     | 10   | FC Petra Drnovice |
| 1. česká fotbalová liga 1994/95          | 24     | 3    | FC Petra Drnovice |
| 1. česká fotbalová liga 1995/96          | 28     | 1    | FC Petra Drnovice |
| 1. česká fotbalová liga 1996/97          | 29     | 1    | FC Petra Drnovice |
| 1. česká fotbalová liga 1997/98          | 19     | 1    | FC Petra Drnovice |
| 1. Gambrinus liga 1998/99                | 14     | 1    | FC Karviná        |
| CELKEM                                   | 236    | 49   |                   |